# Treschenu-Creyers
Treschenu-Creyers est une ancienne commune française située dans le département de la Drôme en région Auvergne-Rhône-Alpes.

Les anciennes communes de Treschenu et de Creyers ont fusionné en 1972.
Depuis le 1er janvier 2019, elle est une commune déléguée de Châtillon-en-Diois.

## Géographie

### Localisation
Treschenu-Creyers est située à 14 km au nord-est de Châtillon-en-Diois (chef-lieu du canton) et à 28 km à l'est de Die.

### Relief et géologie
Sites particuliers :
- vallée du Combeau[1] ;
- gorges du Gas[1] ;
- Cirque d'Archiane (site inscrit)[1] ;
- Col de Menée (1 402 m)[1].

#### Géologie
En 2014, plusieurs sites géologiques remarquables sont classés à l'« Inventaire du patrimoine géologique » :
- La « plate-forme urgonienne de la montagne de Glandasse (dont Le Pestel) » est un site de 1 970,37 hectares, qui se trouve sur les communes de Châtillon-en-Diois (aux lieux-dits de Montagne du Glandasse et Le Pestel), Die, Laval-d'Aix, Romeyer, Treschenu-Creyers et Chichilianne. En 2014, elle est classée « trois étoiles » à l'« Inventaire du patrimoine géologique ».
- La « bordure de plate-forme carbonatée de « La Montagnette », de 4,9 hectares sur les communes de Chichilianne et Treschenu-Creyers (aux lieux-dits Vallon de Combeau et Fontaine des Prêtres), est un site d'intérêt sédimentologique classé « trois étoiles » à l'« Inventaire du patrimoine géologique ».

## Urbanisme

### Morphologie urbaine

#### Hameaux et lieux-dits
La commune est composée de différents hameaux : Mensac, Bénevise, les Nonières, Menée et Archiane.

## Toponymie

### Attestations

#### Treschenu
Dictionnaire topographique du département de la Drôme :
- 1242 : castrum de Tres Canutis (archives de l'Isère, fonds de Mévouillon) ;
- 1246 : castrum de Trescanutis et castrum de Treschanuto (J. Chevalier, Hist. de Die, I, 485 et 486) ;
- 1442 : Treschanus (choix de documents, 271) ;
- 1446 : mention de la paroisse : capella de Tribus Canutis (pouillé hist.) ;
- 1471 : Trochenu (archives de la Drôme, E 5948) ;
- 1509 : mention de l'église paroissiale Saint-Jean et Saint-Jacques : ecclesia parrochialis Sancti Johannis et Sancti Jacobi de Tribus Chanutis et de Archiana (visites épiscopales) ;
- 1519 : mention du prieuré : prioratus cum cura de Tribus Chanutis (rôle de décimes) ;
- 1571 : Treschenus (rôle de décimes) ;
- 1576 : Troys Chanus (rôle de décimes) ;
- 1619 : mention du prieuré : le prioré des Troys Chenus (rôle de décimes) ;
- 1644 : Truchenu (visites épiscopales) ;
- 1891 : Treschenu, commune du canton de Châtillon-en-Diois.

#### Creyers
Dictionnaire topographique du département de la Drôme :
- 1145 : Creers (cartulaire de Durbon) ;
- 1294 : castrum de Creicos (inventaire de la maison de Baux, 734) ;
- XIVe siècle : mention du prieuré : prioratus de Creeriis (pouillé de Die) ;
- 1424 : dominus de Creeriis (inventaire Morin-Pons, I, 128) ;
- 1507 : mention de l'église Saint-Marcel : ecclesia Sancti Marcelli de Creyeriis (visites épiscopales) ;
- 1891 : Creyers, commune du canton de Châtillon-en-Diois.

### Étymologie
Treschenu
Creyers
Creyers doit son nom aux carrières antiques exploitées à l’époque gallo-romaine,.

## Histoire

### Préhistoire
- Grotte préhistorique de Pellebit[1].
- Au col de Jiboui (limite avec la commune de Glandage) ont été trouvés plusieurs sites préhistoriques attestant d'une importante activité de taille de silex (présence de gisements importants de silex au pied de la montagne de Belle Motte)[réf. nécessaire].

### Du Moyen Âge à la Révolution
- VIIe siècle : présence d'un monastère[1].
- VIIIe siècle : le couvent de Combeau est détruit par les Sarrasins[1].

#### Treschenu
La seigneurie :
- Au point de vue féodal, Treschenu était une terre (ou seigneurie) du fief des comtes de Diois.
- Elle passe (par héritage) aux Isoard d'Aix.
- Avant 1239 : elle passe aux évêques de Die.
- 1246 : elle passe (par mariage) aux princes d'Orange (de la maison de Baux).
- Vers 1326 : elle passe aux Claret.
- 1589 : passe (par mariage) aux Simiane.
- 1651 : la seigneurie est comprise dans le marquisat d'Esparron créé pour les Simiane, derniers seigneurs.

Avant 1790, Treschenu était une communauté de l'élection de Montélimar, de la subdélégation de Crest et du bailliage de Die.

Elle formait deux paroisses du diocèse de Die : Menée et les Nonnières. Avant le XVIIe siècle, ces deux paroisses n'en formaient qu'une dont l'église, dédiée aux saints Jean et Jacques, était celle d'un prieuré de l'ordre de Saint-Benoît (de la dépendance du prieuré de Guignaise) qui fut uni vers cette époque au prieuré des Nonnières, dont l'église devint alors paroissiale.
Treschenu faisait partie du mandement d'Esparron (dépendance du Dauphiné).

#### Creyers
La seigneurie :
- Au point de vue féodal, Creyers était une terre (ou seigneurie) du fief des comtes de Diois.
- Elle passe (par héritage) aux Isoard d'Aix.
- Elle passe aux évêques de Die.
- Elle passe (par mariage) aux princes d'Orange (de la maison de Baux).
- 1424 et 1440 : possession des Ambel.
- 1540 : elle passe aux Villette.
- Elle passe (par mariage) aux La Poippe-Saint-Jullin.
- 1772 : possession des Pélissier-Tanon, derniers seigneurs.

Avant 1790, Creyers était une communauté de l'élection de Montélimar, subdélégation de Crest et du bailliage de Die.

Son église, dédiée à saint Marcel, était celle d'un prieuré de l'ordre de Saint-Benoît (filiation d'Aurillac) qui fut uni à celui de Guignaise au XVIe siècle et dont le titulaire avait les dîmes de cette paroisse. La cure était de la collation de l'évêque diocésain.

### De la Révolution à 1972

#### Treschenu
En 1790, la commune de Treschenu fait partie du canton de Châtillon-en-Diois.

#### Creyers
En 1790, la commune de Creyers est comprise dans le canton de Lus-la-Croix-Haute. La réorganisation de l'an VIII (1799-1800) la fait entrer dans celui de Châtillon-en-Diois.

### Depuis 1972
Les villages de Reychas et de l'Église, qui faisaient partie de la commune historique de Creyers, étaient inhabités depuis la Seconde Guerre mondiale. Seul le village de Mensac avait encore des habitants dans les années 1970[réf. nécessaire].
Le 4 mai 1972, un arrêté préfectoral fusionne les deux communes[réf. nécessaire].
Le 1er janvier 2019, la commune de Treschenu-Creyers fusionne avec celle de Châtillon-en-Diois pour former la commune nouvelle appelée Châtillon-en-Diois à la suite d'un arrêté préfectoral du 21 novembre 2018.

## Politique et administration

### Liste des maires
| Période                                                                       | Période                        | Identité     | Étiquette | Qualité                                        |
| ----------------------------------------------------------------------------- | ------------------------------ | ------------ | --------- | ---------------------------------------------- |
| Les données manquantes sont à compléter. : Treschenu (avant 1972)             |                                |              |           |                                                |
| 1871                                                                          | 1971                           | ?            |           |                                                |
| 1971                                                                          |                                | ?            |           |                                                |
| Les données manquantes sont à compléter. : Creyers (avant 1972)               |                                |              |           |                                                |
| 1871                                                                          | 1971                           | ?            |           |                                                |
| 1971                                                                          |                                | ?            |           |                                                |
| Les données manquantes sont à compléter. : depuis la fusion des deux communes |                                |              |           |                                                |
| 1972                                                                          |                                | ?            |           |                                                |
| 1977                                                                          |                                | ?            |           |                                                |
| 1983                                                                          |                                | ?            |           |                                                |
| 1989                                                                          |                                | ?            |           |                                                |
| 1995                                                                          |                                | ?            |           |                                                |
| 2001                                                                          | 2008                           | André Favier | DVD       |                                                |
| 2008                                                                          | 2014                           | André Favier |           | maire sortant                                  |
| 2014                                                                          | 2020                           | Anne Roiseux | LR        | retraitée                                      |
| 2020                                                                          | En cours (au 20 décembre 2020) | Anne Roiseux |           | maire sortante et, depuis 2019, maire déléguée |

## Population et société

### Démographie
L'évolution du nombre d'habitants est connue à travers les recensements de la population effectués dans la commune depuis 1793. Pour les communes de moins de 10 000 habitants, une enquête de recensement portant sur toute la population est réalisée tous les cinq ans, les populations de référence des années intermédiaires étant quant à elles estimées par interpolation ou extrapolation. Pour la commune, le premier recensement exhaustif entrant dans le cadre du nouveau dispositif a été réalisé en 2005.

En 2016, la commune comptait 112 habitants, en évolution de −16,42 % par rapport à 2010 (Drôme : +2,64 %, France hors Mayotte : +2,11 %).
| 1793 | 1800 | 1806 | 1821 | 1831 | 1836 | 1841 | 1846 | 1851 |
| ---- | ---- | ---- | ---- | ---- | ---- | ---- | ---- | ---- |
| 634  | 724  | 769  | 746  | 847  | 845  | 841  | 858  | 852  |

| 1856 | 1861 | 1866 | 1872 | 1876 | 1881 | 1886 | 1891 | 1896 |
| ---- | ---- | ---- | ---- | ---- | ---- | ---- | ---- | ---- |
| 825  | 767  | 748  | 723  | 670  | 674  | 564  | 526  | 500  |

| 1901 | 1906 | 1911 | 1921 | 1926 | 1931 | 1936 | 1946 | 1954 |
| ---- | ---- | ---- | ---- | ---- | ---- | ---- | ---- | ---- |
| 466  | 405  | 411  | 349  | 298  | 274  | 245  | 196  | 162  |

| 1962 | 1968 | 1975 | 1982 | 1990 | 1999 | 2005 | 2006 | 2010 |
| ---- | ---- | ---- | ---- | ---- | ---- | ---- | ---- | ---- |
| 128  | 103  | 118  | 104  | 96   | 108  | 126  | 129  | 134  |

| 2015 | 2016 | - | - | - | - | - | - | - |
| ---- | ---- | - | - | - | - | - | - | - |
| 112  | 112  | - | - | - | - | - | - | - |

### Enseignement
La commune relève de l'académie de Grenoble.

### Manifestations culturelles et festivités
- Fête communale : le lundi de Pâques[1].

### Loisirs
- Nombreuses randonnées[1].
- Pêche[1].

### Sports
- Équitation (à Mensac)[1].
- Planeurs (ailes volantes)[1].

### Médias
Le territoire de la commune se situe dans l'aire de diffusion de plusieurs médias :

#### Presse écrite
- Le Dauphiné libéré, quotidien régional qui consacre, chaque jour, y compris le dimanche, dans son édition de « La vallée de la Drôme » un ou plusieurs articles à l'actualité du canton et de la communauté de communes, ainsi que des informations sur les éventuelles manifestations locales, les travaux routiers, et autres événements divers à caractère local.
- L'Agriculture Drômoise, journal d'informations agricoles et rurales, couvre l'ensemble du département de la Drôme.
- Drôme Hebdo (anciennement Peuple Libre), hebdomadaire chrétien d'informations.
- Journal du Diois et de la Drôme.

#### Presse audio-visuelle
- Ici Drôme Ardèche est une radio publique diffusée sur son territoire.

## Économie

### Agriculture
En 1992 : bois (conifères), lavande, pâturages (ovins, caprins), apiculture (miel), pisciculture à Archiane.

## Culture locale et patrimoine

### Lieux et monuments
- Menée : ruines du château[1].
- Col de Menée : ruines de la commanderie des Templiers, puis des Hospitaliers[1].
- Église Saint-Jean-Baptiste de Menée[1].
- Église Saint-Pierre de Bénevise.
- Église Saint-Martin des Nonnières.
- Église de Creyers de Mensac.
- Creyers : deux chapelles[1].
- Archiane : une chapelle[1].
- Fontaine des Prêtres : une stèle.

### Patrimoine naturel
- Le cirque d'Archiane (site inscrit)[1].
- Cascade de Saffret[1].
- Gouffres et grottes.

La commune fait partie du Parc naturel régional du Vercors.

### Héraldique, logotype et devise
|  | Treschenu-Creyers possède des armoiries dont l'origine et le blasonnement exact ne sont pas disponibles. |